# Enrico Pecci
Enrico Pecci (Prato, 16 gennaio 1910 – Barbados, 19 gennaio 1988) è stato un imprenditore italiano.
Per sua volontà, alla fine degli anni Ottanta fu costruito e donato alla città di Prato il Centro per l'arte contemporanea Luigi Pecci, dedicato alla memoria del figlio prematuramente scomparso.

## Biografia
Unico figlio maschio di Luigi Pecci e Ida Lombardi, frequentò l’istituto tecnico “Tullio Buzzi” di Prato, diplomandosi come perito tessile nel 1928.
Per accrescere la sua esperienza pratica, a partire dal 1929 visse all’estero, in particolare in Germania, ad Amburgo, dove fu ospite fino al 1930 presso un rappresentante della ditta laniera paterna, la Adriano Pecci, fondata nel 1902.
Dal 1931 al 1932 prestò servizio militare alla scuola di San Romano a Lucca, prima come cadetto e poi come ufficiale di artiglieria.
Nel 1933 sposò Elda Franchi, appartenente anch’essa a una famiglia da tempo legata all’ambito dell’industria tessile pratese: nel 1934 nacque la primogenita, Elena, mentre nel 1937 nacque Luigi, che fu chiamato così in memoria del padre di Pecci, morto l’anno precedente. 
Con la scomparsa del padre, l’azienda tessile passò di proprietà interamente a Enrico, allora appena ventiseienne, che si trovò alla guida di un'impresa che contava circa duecento dipendenti e che era già attiva nell’esportazione dei suoi prodotti. Sotto la sua guida, la fabbrica venne ristrutturata e modernizzata, anche grazie all’uso dei nuovi sistemi automatici. Nel 1939 Pecci formò una società con Guido Chiostri e i due fondarono una ditta di confezioni che fu attiva fino al dopoguerra.
Allo scoppio della Seconda Guerra Mondiale, Pecci e la famiglia sfollarono vicino Pistoia, nella villa del cognato Armando Franchi: qui, nel 1943, nacque il terzo figlio, Alberto. Per proteggere i macchinari tessili dalle devastazioni della guerra, Pecci fu costretto a nasconderne una parte nella campagna circostante, vicino a San Giusto di Prato. La sede cittadina della fabbrica venne in effetti danneggiata sia dai bombardamenti sia, nel 1944, dalle azioni di sabotaggio compiute dall’esercito tedesco in ritirata. La famiglia Pecci si era nel frattempo rifugiata a Firenze, città aperta, in attesa del passaggio del fronte.
Immediatamente dopo la fine del conflitto, durante la ricostruzione, Pecci riuscì in pochi mesi a riavviare l’attività produttiva della fabbrica e, nel 1945, fu nominato presidente della rinata Unione Industriale Pratese. Riuscì a riavviare anche l’attività di esportazione della ditta, grazie alla stipula di importanti accordi commerciali con paesi esteri interessati ad acquistare i manufatti tessili pratesi in cambio di materie prime: in tal senso, nel 1946 raggiunse un accordo con l’Unione Sudafricana. Sempre a questo scopo viaggiò molto all’estero: nel 1947 si recò a Londra, nel 1948 raggiunse gli Stati Uniti e poi Calcutta.
Alla fine degli anni Quaranta, Pecci fondò ulteriori imprese tessili: nel 1948 costituì la Lavatura & pettinatura lane di Prato, mentre nel 1949 aprì una tessitura a Vorno, in provincia di Lucca, con i nuovi telai automatici americani arrivati grazie agli aiuti previsti dal piano Marshall. Nel 1950 rappresentò in veste di delegato Prato e la Toscana nella Giunta esecutiva di Confindustria.
Nel 1952 Pecci inaugurò la Industria filati pettinati, una delle prime filature a pettine di Prato, segnando così l’inizio di una trasformazione dell’industria cittadina. Nel 1955 assorbì l’azienda del suocero, la Orlando Franchi & Figli: il complesso delle sue imprese divenne così la più importante realtà tessile della città.
Come riconoscimento per il suo impegno, il 2 giugno 1961, a soli cinquantuno anni, venne nominato cavaliere del Lavoro. Dalla metà degli anni Sessanta affidò progressivamente al figlio Luigi la gestione generale dell’azienda e, anche grazie a questo alleggerimento del suo ruolo, nel 1965 fu nuovamente nominato presidente dell’Unione Industriale Pratese. Nel 1972 decise di abbandonare la sede storica della fabbrica, ormai inadeguata, e di costruire un nuovo stabilimento a Capalle, in provincia di Campi Bisenzio.
Nell’agosto del 1973 il figlio Luigi morì prematuramente mentre era in vacanza in Grecia. Pecci decise quindi, dopo un breve periodo di amministrazione diretta delle sue aziende, di incaricare l’altro suo figlio, Alberto, della gestione delle imprese di famiglia. Sviluppò quindi l’idea di commemorare il figlio Luigi tramite la realizzazione di un museo di arte contemporanea che fosse a lui intitolato e che fosse da donare alla città. Questo progetto lo impegnò negli ultimi anni di vita: Pecci seguì da vicino le fasi di progettazione e di costruzione del museo, affidate all’architetto Italo Gamberini, e pianificò anche la futura gestione dello stesso, dando vita (con altri amici e rappresentanti del governo locale, tra cui il sindaco Landini) all’Associazione responsabile dell’amministrazione dell’istituto. Nonostante il suo impegno, Pecci non vide la conclusione del progetto, poiché morì il 19 gennaio 1988 durante una vacanza alle isole Barbados, prima che la struttura fosse completata e il museo inaugurato.